# جاكوب ميلر (مغني)
جاكوب ميلر (بالإنجليزية: Jacob Miller)‏ هو مغني جامايكي، ولد في 4 مايو 1952 في ماندفيل ‏ في جامايكا، وتوفي في 23 مارس 1980 في كينغستون في جامايكا بسبب حادث مرور.

## وصلات خارجية
- جاكوب ميلر على موقع ميوزك برينز (الإنجليزية)
- جاكوب ميلر على موقع أول ميوزيك (الإنجليزية)
- جاكوب ميلر على موقع ديسكوغز (الإنجليزية)